# Gunnar Andersson (fotbollsspelare född 1920)
För andra betydelser, se Gunnar Andersson.
Nils Gunnar Andersson, född 29 maj 1920 i Göteborg, död 13 november 1994 i Göteborg, var en svensk fotbollsspelare (anfallare) som åren 1938–1940 och 1942–1943 representerade Gais.
Andersson växte upp på Gråberget i Göteborg. Han började som barn spela fotboll i kvartersklubben Djurgårdens BK i Majorna, men eftersom namnet Djurgården redan var upptaget fick klubben byta namn till Godhems BK. Laget gick bra under 1930-talet, och Andersson var bland dess främsta spelare. De större klubbarna i Göteborg följde honom med stort intresse, och vid 17 års ålder skrev han på för Gais. Han debuterade i Gais säsongen 1938/1939, då klubben spelade i division II västra. Han spelade bara två matcher under säsongen, men gjorde på dessa tre mål, varav två i en 5–1-seger mot Arvika BK i maj 1939. Följande säsong spelade han 6 matcher för Gais i division II och gjorde 2 mål.
Han försvann sedan från Gais A-lag, och när han gjorde militärtjänst i Halmstad skrev han säsongen 1941/1942 på för IS Halmia, men återkom till Gais för två allsvenska matcher säsongen 1942/1943. Han spelade under 1940-talet också för Göteborgs FF och var spelande tränare för Skogens IF. Efter den aktiva karriären var han också tränare i GFF, Skogens IF och Godhems BK.
Civilt arbetade Andersson på Volvo från ungdomen till pensionen.